# 14 Orionis
14 Orionis, eller i Orionis, är en vit Am-stjärna i stjärnbilden Orion.
14 Orionis har visuell magnitud +5,33 och är synlig för blotta ögat vid god seeing. Den befinner sig på ett avstånd av ungefär 210 ljusår.